# Children of the Living Dead
Children of the Living Dead es una película de zombis directo a video de 2001, escrita por Karen L. Wolf y dirigida por Tor Ramsey. Producido por John A. Russo, la película sirve como una secuela de Night of the Living Dead: 30th Anniversary Edition, un título original de la película original que Russo produjo sin la participación de George A. Romero.
Esta película es notable solo por la aparición de Tom Savini  como un asesino de zombis al principio y por sus casi unánime malas críticas, la película en sí es generalmente considerado como una mala imitación de la original, aunque muchas de las reglas de zombis no se siguen.
(Vale rescatar que) A principios de los 90' se filmó (Zombie Nosh) una versión anterior y que a pesar de las malas críticas hacia Chidren's Of The Living Dead, esta secuela tuvo datos más específicos sobre la trama de la cual trata el film. Como ser la venganza de Abbott Eyes, cosa que en su antecesora no se explicaba el porqué de la existencia del Fleseater.

## Argumento
El asesino en serie y violador Abbot Hayes desaparece de la morgue y se convierte en el líder de varias oleadas de zombis que atacan a su ciudad natal. Catorce años después del último ataque zombi, un hombre de negocios traslada los cuerpos de un cementerio local para preparar el camino para el progreso.

## Reparto
- Marty Schiff como Deputy Randolph.
- Damien Luvara como Matthew Michaels.
- Jamie McCoy como Laurie Danesi.
- Sam Nicotero como Dusty.
- Tom Savini como Deputy Hughes.
- Heidi Hinzman como Candy Danesi.
- Philip Bower como Joseph Michaels.
- Tom Stoviak como Gregg Peters.
- A. Barrett Worland como Abbott Hayes.
- Justin Krauss como Steve.
- Macey Schiff como Young Laurie.